# Polybia punctata
Polybia punctata är en getingart som beskrevs av François du Buysson 1908. Polybia punctata ingår i släktet Polybia och familjen getingar. Inga underarter finns listade i Catalogue of Life.